# Wyznanie (album zespołu Akcent)
Wyznanie – jedenasty album studyjny zespołu Akcent, wydany w czerwcu 1998 roku przez firmę fonograficzną Green Star na płycie i kasecie.
Zawiera 11 utworów premierowych i jeden – „Laj la la la” – w nowej aranżacji. Płyta kompaktowa zawiera dodatkowo dwa utwory bonusowe – nową wersję przeboju „Oczarowałaś mnie”, oraz świąteczny utwór „Do stacji Betlejem” nagrany pod koniec 1997 roku w duecie z Dariuszem Nowickim.
Jest to ostatni album zespołu wydany z Mariuszem Anikiejem w składzie, który opuścił grupę jesienią 1999 roku.
Do utworów: „Wyspa szczęśliwych snów”, „Zostań tu”, „Wyznanie”, „Wierzę w miłość”, „Królowa nocy” i „Do stacji Betlejem” nakręcono teledyski, które były prezentowane m.in. w TV Polsat.

## Lista utworów
1. „Laj la la la (Miła ma)”
2. „Taki mały cud”
3. „Wyspa szczęśliwych snów”
4. „Zostań tu”
5. „Oj ne ne ne”
6. „Cudowny sen”
7. „Wracaj kochanie”
8. „Wyznanie”
9. „Życie cygana”
10. „Na zawsze ty”
11. „Wierzę w miłość”
12. „Królowa nocy”
13. „Oczarowałaś mnie” (utwór dodatkowy)
14. „Do stacji Betlejem” (oraz Dariusz Nowicki; utwór dodatkowy)

## Lista utworów (kaseta magnetofonowa)
Strona A
1. „Laj la la la (Miła ma)”
2. „Taki mały cud”
3. „Wyspa szczęśliwych snów”
4. „Zostań tu”
5. „Oj ne ne ne”
6. „Cudowny sen”

Strona B
1. „Wracaj kochanie”
2. „Wyznanie”
3. „Życie cygana”
4. „Na zawsze ty”
5. „Wierzę w miłość”
6. „Królowa nocy”

## Dodatkowe informacje
- Muzyka i teksty: Zenon Martyniuk
- Aranżacje utworów: Tomasz Ring
- Nagrywanie vocali i mastering: Marek Zrajkowski, Ernest Sienkiewicz

## Skład zespołu
- Zenon Martyniuk – vocal, gitary
- Mariusz Anikiej – instrumenty klawiszowe